# Diamond (musikalbum)
Diamond är den brittiska gruppen Spandau Ballets andra album utgivet 1982.
Albumet föregicks av hitsingeln Chant No. 1 (I Don't Need This Pressure On), utgiven ett år innan albumet, som nådde 3:e plats på brittiska singellistan. Albumets sista singel Instinction nådde 10:e plats på singellistan. Diamond utgavs även i begränsad upplaga som en samlingsbox med fyra maxisinglar. 2010 återutgavs albumet som CD i en utökad version med en bonusskiva innehållande remixversioner, b-sidor och liveinspelningar.

## Låtförteckning
Alla låtar komponerade av Gary Kemp.
1. "Chant No. 1 (I Don't Need This Pressure On)" - 4:07
2. "Instinction" - 4:47
3. "Paint Me Down" - 3:45
4. "Coffee Club" - 5:32
5. "She Loved Like Diamond" - 2:56
6. "Pharaoh" - 6:37
7. "Innocence and Science" - 4:27
8. "Missionary" - 7:00

Limited 4 x 12" Box Set - CBOX 1353
- 12" single 1:

1. "Chant No. 1 (I Don't Need This Pressure On) [Remix]" - 8:03
2. "Instinction  [Remix]"- 6:57

- 12" single 2:

1. "Paint Me Down [Remix]" - 6:22
2. "Coffee Club [Remix]" - 6:48

- 12" single 3:

1. "She Loved Like Diamond [Extended Version]" - 3:37
2. "Pharaoh" - 6:37

- 12" single 4:

1. "Innocence and Science" - 4:27
2. "Missionary" - 7:00

2010 Special Edition CD
CD 1
1. "Chant No. 1 (I Don't Need This Pressure On)"
2. "Instinction"
3. "Paint Me Down"
4. "Coffee Club"
5. "She Loved Like Diamond"
6. "Pharaoh"
7. "Innocence and Science"
8. "Missionary"
9. "Chant No. 1 (I Don't Need This Pressure On) (Remix)"
10. "Instinction (Remix)"
11. "Paint Me Down (Remix)"
12. "Coffee Club (Remix)"
13. "She Loved Like Diamond (Remix)"

CD 2
1. "Feel The Chant" (7" Version)
2. "Man With Guitar"
3. "Gently"
4. "Chant No. 1 (I Don't Need This Pressure On)" (12" Version)
5. "Feel The Chant" (12" Version)
6. "Paint Me Down" (12" Version)
7. "Re-Paint"
8. "Instinction (Trevor Horn Remix)"
9. "The Freeze (BBC In Concert)"
10. "To Cut A Long Story Short (BBC In Concert)"
11. "Glow (BBC In Concert)"
12. "Paint Me Down (BBC In Concert)"
13. "Instinction/Chant No. 1 (BBC In Concert)"

## Medverkande
- Tony Hadley - sång, synthesizers
- Gary Kemp - gitarr, keyboards, synthesizers, bakgrundssång
- Martin Kemp - basgitarr, bakgrundssång
- Steve Norman - gitarr, percussion, saxofon, bakgrundssång
- John Keeble - trummor, bakgrundssång